# Давыдов, Марат Хайдарович
Марат Хайдарович Давыдов (20 июля 1972, Ленинград, СССР) — советский и российский хоккеист.
Воспитанник ленинградского хоккея. Бо́льшую часть карьеры провёл в местном СКА в сезонах 1991/92 — 1998/99 и 2002/03 — 2004/05. Также выступал за московское «Динамо» (1999/2000 — 2001/02), ХК МВД Тверь (2004/05 — 2006/07), «Металлург» Новокузнецк (2007/08, 2008/09), «Витязь» Чехов (2007/08).
Чемпион России 2000.
Участник чемпионатов мира 1997 и 1998.